# Lyrical Ballads

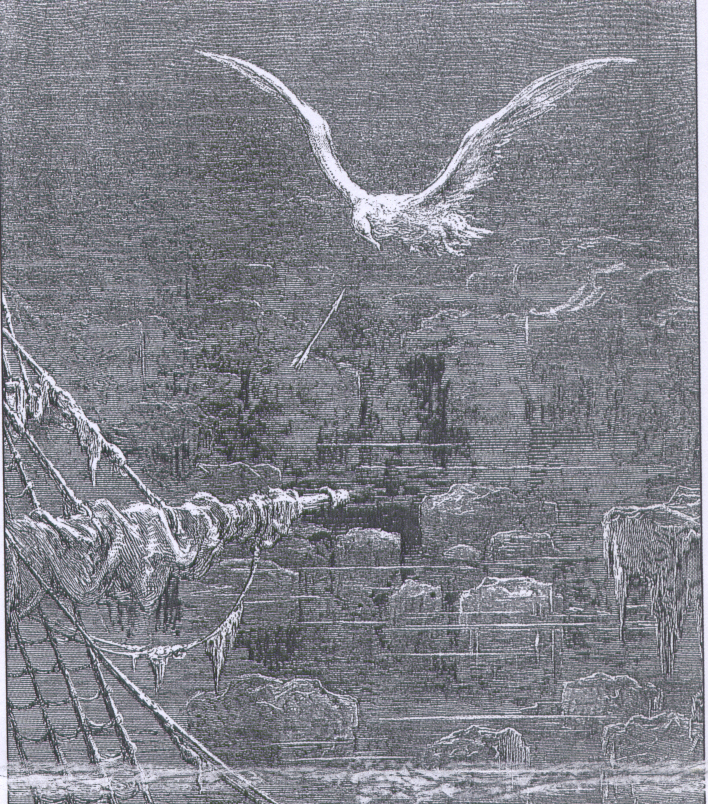
La Complainte du vieux marin, par Gustave Doré.

Les Lyrical Ballads (Lyrical Ballads, with a Few Other Poems), « Ballades lyriques »  sont un recueil de poèmes de William Wordsworth et Samuel Taylor Coleridge, publié pour la première fois en 1798, et généralement considéré comme ayant marqué le début du mouvement romantique anglais en littérature. L'effet immédiat produit sur la critique fut plutôt modeste, mais cet ensemble de poèmes ne tarda pas à devenir une référence, qui devait changer le cours de la littérature et de la poésie anglaises. 
La plupart des poèmes de l'édition de 1798 furent écrits par Wordsworth, car quatre seulement des poèmes de ce recueil sont de Coleridge — dont cependant l'une de ses œuvres les plus célèbres, The Rime of the Ancient Mariner (La Complainte du vieux marin). 
Par ailleurs, bien que seuls Wordsworth et Coleridge aient été crédités de l'ouvrage, la sœur de William Wordsworth, Dorothy Wordsworth, influença les poèmes de son frère de façon extrêmement importante, car celui-ci avait étudié son journal, qui contenait des descriptions de la vie de tous les jours d'une grande puissance d'évocation. 

## Contenu
Wordsworth et Coleridge visaient à mettre à bas ce qu'ils considéraient être la poésie hautement guindée et contournée du XVIIIe siècle en Angleterre, de façon à amener la poésie à la portée de l'homme moyen, en écrivant des poèmes dans la langue de tous les jours. Ils mettent l'accent sur la vitalité de la voix que les pauvres gens utilisent pour exprimer leur réalité. L'utilisation d'un tel langage aide également à mettre en valeur l'universalité des émotions humaines. Même le titre du recueil de poèmes rappelle les formes rustiques de l'art — le mot « ballades » évoque la narration orale des personnes du peuple, cependant que le mot « lyrique » créé un lien entre ces poèmes et les anciens bardes de la campagne, et leur prête un air de spontanéité.
Un des principaux thèmes des Lyrical Ballads est celui du retour à l'état de nature, dans lequel l'homme mène une existence plus pure et plus innocente. Wordsworth souscrit à la croyance de Rousseau selon laquelle l'homme est essentiellement bon, et n'a été corrompu que par l'influence de la société. Ceci d'ailleurs peut être rapproché du courant d'idées qui se répandit à travers l'Europe à la veille de la Révolution française. 
Bien que les Ballades Lyriques soient une œuvre collective, seuls quatre poèmes sont de Coleridge. En effet, celui-ci passa beaucoup de temps à élaborer The Rime of the Ancient Mariner (La Complainte du vieux marin). De nombreux poèmes de Coleridge furent peu appréciés du public, et d'ailleurs de Wordsworth lui-même, car ils présentaient un caractère macabre, voire surnaturel.

## Poèmes de l'édition de 1800
| - Expostulation and Reply↨ - The Tables turned ; an Evening Scene, on the same subject↨ - Old Man Travelling ; Animal Tranquillity and Decay, a Sketch↨ - The Complaint of a forsaken Indian Woman↨ - The Last of the Flock↨ - Lines left upon a Seat in a Yew-tree which stands near the Lake of Esthwaite↨ - The Foster-Mother's Tale↑↨ - Goody Blake and Harry Gill↨ - The Thorn↨ - We are Seven↨ - Anecdote for Fathers↨ - Lines written at a small distance from my House and sent me by my little Boy to the Person to whom they are addressed ↨ - The Female Vagrant↨ - The Dungeon↨ ↑ - Simon Lee, the old Huntsman↨ - Lines written in early Spring↨ - The Nightingale, written in April, 1798.↨ ↑ - Lines written when sailing in a Boat at Evening - Lines written near Richmond, upon the Thames↨ - The Idiot Boy↨ - Love ↑ - The Mad Mother↨ - The Rime of the Ancyent Marinere↨ ↑ - Lines written above Tintern Abbey↨ ↑ indique que le poème est de Coleridge. ↨ indique que le poème faisait partie de l'édition de 1798. | - Hart-leap Well - There was a Boy, etc. - The Brothers, a Pastoral Poem - Ellen Irwin, or the Braes of Kirtle - Strange fits of passion have I known, etc. - Song - She Dwelt among the Untrodden Ways - A slumber did my spirit seal, etc. - The Waterfall and the Eglantine - The Oak and the Broom, a Pastoral - Lucy Gray - The Idle Shepherd-Boys or Dungeon-Gill Force, a Pastoral - 'Tis said that some have died for love, etc. - Poor Susan - Inscription for the Spot where the Hermitage stood on St. Herbert's Island, Derwent-Water - Inscription for the House (an Out-house) on the Island at Grasmere - To a Sexton - Andrew Jones - The two Thieves, or the last stage of Avarice - A whirl-blast from behind the Hill, etc. - Song for the wandering Jew - Ruth - Lines written with a Slate-Pencil upon a Stone, etc. - Lines written on a Tablet in a School - The two April Mornings - The Fountain, a conversation - Nutting - The Lucy poems#Three years she grew in sun and shower, etc. - The Pet-Lamb, a Pastoral - Written in Germany on one of the coldest days of the century - The Childless Father - The Old Cumberland Beggar, a Description - Rural Architecture - A Poet's Epitaph - A Character - A Fragment - Poems on the Naming of Places, - \|Michael, a Pastoral |

Les poèmes The Convicts (Wordsworth) et Love (Coleridge) étaient dans l'édition de 1798, mais Wordsworth les a omis de l'édition de 1800. Lewti or the Circassian Love-chaunt (Coleridge) existe dans quelques éditions de 1798 à la place de Nightingale.